# Sebastes hubbsi
Sebastes hubbsi är en fiskart som först beskrevs av Matsubara, 1937.  Sebastes hubbsi ingår i släktet Sebastes och familjen kungsfiskar. Inga underarter finns listade i Catalogue of Life.